# Les Versions longues
Albums de Indochine
Unita
(1996) Wax
(1996)
Les Versions longues est une compilation d’Indochine accompagnant en 1996 la sortie du best of Unita.
Il regroupe les versions remixées des singles du groupe sorties entre 1984 et 1991 sur maxi 45 tours vinyle et maxi CD single. 
Cet album, qui ne devait faire l'objet que d'une édition limitée, comme indiqué sur la pochette, a été réédité plusieurs fois par la maison de disques BMG.  Il s'est vendu en France à plus de 20 000 exemplaires.

## Liste des titres
| Disque | Disque                          | Disque | Disque | Disque | Disque | Disque | Disque | Disque | Disque |
| No     | Titre                           | Durée  |        |        |        |        |        |        |        |
| ------ | ------------------------------- | ------ | ------ | ------ | ------ | ------ | ------ | ------ | ------ |
| 1.     | Les Tzars                       | 5:52   |        |        |        |        |        |        |        |
| 2.     | Trois nuits par semaine         | 5:42   |        |        |        |        |        |        |        |
| 3.     | Des fleurs pour Salinger        | 7:40   |        |        |        |        |        |        |        |
| 4.     | La Chevauchée des champs de blé | 5:47   |        |        |        |        |        |        |        |
| 5.     | Kao Bang                        | 5:13   |        |        |        |        |        |        |        |
| 6.     | Un grand carnaval               | 5:57   |        |        |        |        |        |        |        |
| 7.     | Tes yeux noirs                  | 7:00   |        |        |        |        |        |        |        |
| 8.     | La Machine à rattraper le temps | 6:19   |        |        |        |        |        |        |        |
| 9.     | Punishment Park                 | 5:31   |        |        |        |        |        |        |        |
| 10.    | Punishment Park Dub             | 3:53   |        |        |        |        |        |        |        |
| 11.    | 3e sexe                         | 6:14   |        |        |        |        |        |        |        |
| 12.    | Hors-la-loi                     | 5:32   |        |        |        |        |        |        |        |
| 13.    | La Bûddha Affaire               | 3:40   |        |        |        |        |        |        |        |
| 74:38  |                                 |        |        |        |        |        |        |        |        |

## Crédits
- Pochette, conception : Nicola Sirkis
- Logos et Design : FKGB
- Photos de Gwnenaëlle : Pascal d'Hoeraene